# 20020220: Music from Final Fantasy
 (mars 2017).
Si vous disposez d'ouvrages ou d'articles de référence ou si vous connaissez des sites web de qualité traitant du thème abordé ici, merci de compléter l'article en donnant les références utiles à sa vérifiabilité et en les liant à la section « Notes et références ».
Concerts de Final Fantasy
Symphonic Suite Final Fantasy
(1989) Tour de Japon
(2004)
Bandes originales par Nobuo Uematsu
Final Fantasy X Original Soundtrack
(2001) Final Fantasy XI Original Soundtrack
(2002)
20020220: Music from Final Fantasy est un album basé sur l'enregistrement du concert nommé 20020220 donné le 20 février 2002 au Tokyo International Forum. Il sort en double CD en mai de la même année.

## Présentation
Le nom du concert, 20020220, correspond à la date (année, mois, jour) à laquelle il est produit.
20020220: Music from Final Fantasy est le premier concert officiellement dédié à la série Final Fantasy, donné le 20 février 2002 au Tokyo International Forum par l'orchestre philharmonique de Tokyo dirigé par Taizo Takemoto et commenté par Masakazu Morita et Mayuko Aoki.
Les morceaux interprétés sont des arrangements pour orchestre de ceux des bandes originales, composés par Nobuo Uematsu. Ces arrangements sont réalisés principalement par Uematsu et Shirō Hamaguchi, ceux de At Zanarkand et Yuna's Decision revenant à Masashi Hamauzu.
L'orchestre a joué 17 morceaux, pendant presque deux heures. Des morceaux de chacun des Final Fantasy sortis à l'époque, du premier à Final Fantasy X, sont donc joués.
Rikki (en), qui chante Suteki Da ne dans Final Fantasy X, l'interpréte durant le concert. Melodies of Life de Final Fantasy IX est aussi interprété par sa chanteuse principale, Emiko Shiratori. At Zanarkand et Yuna's Decision, sont joués par le pianiste Aki Kuroda seul. Liberi Fatali et One-Winged Angel sont interprétés par un orchestre accompagné d'un chœur.
Kiyotsugu Amano a accompagné à la guitare Dear Friends (Final Fantasy V) et Vamo' Alla Flamenco (Final Fantasy IX)
.
L'album compte aussi des dialogues (les MC) entre Masakazu Morita et Mayuko Aoki, doubleurs respectifs de Tidus et Yuna dans la version japonaise de Final Fantasy X.
Le MC-5, du second disque, contient aussi les voix de Nobuo Uematsu et Shirō Hamaguchi.

## Liste des musiques
Toute la musique est composée par Nobuo Uematsu.
| Disque 2 | Disque 2                                                               | Disque 2                        | Disque 2 | Disque 2 | Disque 2 | Disque 2 | Disque 2 | Disque 2 | Disque 2 |
| No       | Titre                                                                  | Présent dans le jeu             | Durée    |          |          |          |          |          |          |
| -------- | ---------------------------------------------------------------------- | ------------------------------- | -------- | -------- | -------- | -------- | -------- | -------- | -------- |
| 1.       | MC-1                                                                   |                                 | 0:09     |          |          |          |          |          |          |
| 2.       | ザナルカンドにて (To Zanarkand)                                        | Final Fantasy X                 | 3:05     |          |          |          |          |          |          |
| 3.       | ユウナの決意 (Yuna's determination)                                    | Final Fantasy X                 | 3:09     |          |          |          |          |          |          |
| 4.       | MC-2                                                                   |                                 | 2:35     |          |          |          |          |          |          |
| 5.       | Love grows                                                             | Final Fantasy VIII              | 4:45     |          |          |          |          |          |          |
| 6.       | 素敵だね (Suteki da ne - Isn't It Wonderful?)                          | Final Fantasy X                 | 6:38     |          |          |          |          |          |          |
| 7.       | MC-3                                                                   |                                 | 3:50     |          |          |          |          |          |          |
| 8.       | いつか帰るところ ~ Melodies of life (The place I'll return to someday) | Final Fantasy IX                | 6:41     |          |          |          |          |          |          |
| 9.       | MC-4                                                                   |                                 | 6:28     |          |          |          |          |          |          |
| 10.      | 片翼の天使 (One-winged angel)                                          | Final Fantasy VII               | 4:51     |          |          |          |          |          |          |
| 11.      | MC-5                                                                   |                                 | 4:21     |          |          |          |          |          |          |
| 12.      | The man with the machine gun                                           | Final Fantasy VIII              | 3:54     |          |          |          |          |          |          |
| 13.      | FINAL FANTASY                                                          | Thème de la série Final Fantasy | 3:35     |          |          |          |          |          |          |
| 54:01    |                                                                        |                                 |          |          |          |          |          |          |          |

| Édition internationale - Support numérique | Édition internationale - Support numérique | Édition internationale - Support numérique | Édition internationale - Support numérique | Édition internationale - Support numérique | Édition internationale - Support numérique | Édition internationale - Support numérique | Édition internationale - Support numérique | Édition internationale - Support numérique | Édition internationale - Support numérique |
| No                                         | Titre                                      | Durée                                      |                                            |                                            |                                            |                                            |                                            |                                            |                                            |
| ------------------------------------------ | ------------------------------------------ | ------------------------------------------ | ------------------------------------------ | ------------------------------------------ | ------------------------------------------ | ------------------------------------------ | ------------------------------------------ | ------------------------------------------ | ------------------------------------------ |
| 1.                                         | Liberi Fatali                              | 3:33                                       |                                            |                                            |                                            |                                            |                                            |                                            |                                            |
| 2.                                         | Theme of Love                              | 5:03                                       |                                            |                                            |                                            |                                            |                                            |                                            |                                            |
| 3.                                         | FINAL FANTASY I-III (Medley)               | 8:24                                       |                                            |                                            |                                            |                                            |                                            |                                            |                                            |
| 4.                                         | Aerith's Theme                             | 5:21                                       |                                            |                                            |                                            |                                            |                                            |                                            |                                            |
| 5.                                         | Don't Be Afraid                            | 3:41                                       |                                            |                                            |                                            |                                            |                                            |                                            |                                            |
| 6.                                         | Terra's Theme                              | 4:47                                       |                                            |                                            |                                            |                                            |                                            |                                            |                                            |
| 7.                                         | Dear Friends                               | 4:38                                       |                                            |                                            |                                            |                                            |                                            |                                            |                                            |
| 8.                                         | Vamo' alla flamenco                        | 5:04                                       |                                            |                                            |                                            |                                            |                                            |                                            |                                            |
| 9.                                         | Zanarkand                                  | 3:05                                       |                                            |                                            |                                            |                                            |                                            |                                            |                                            |
| 10.                                        | Yuna's Decision                            | 3:09                                       |                                            |                                            |                                            |                                            |                                            |                                            |                                            |
| 11.                                        | Love Grows                                 | 4:43                                       |                                            |                                            |                                            |                                            |                                            |                                            |                                            |
| 12.                                        | Suteki Da Ne (Isn't It Wonderful?)         | 6:37                                       |                                            |                                            |                                            |                                            |                                            |                                            |                                            |
| 13.                                        | A Place to Call Home - Melodies of Life    | 6:40                                       |                                            |                                            |                                            |                                            |                                            |                                            |                                            |
| 14.                                        | One-Winged Angel                           | 4:51                                       |                                            |                                            |                                            |                                            |                                            |                                            |                                            |
| 15.                                        | The Man with the Machine Gun               | 3:54                                       |                                            |                                            |                                            |                                            |                                            |                                            |                                            |
| 16.                                        | FINAL FANTASY                              | 3:34                                       |                                            |                                            |                                            |                                            |                                            |                                            |                                            |
| 77:04                                      |                                            |                                            |                                            |                                            |                                            |                                            |                                            |                                            |                                            |

## Fiche technique
(en + ja) Sources : « Square Enix Music online » et « VGMdb » (consulté le 3 mars 2017)

### Membres du groupe
- Composition originale : Nobuo Uematsu
- Ensemble musical : Orchestre philharmonique de Tokyo (Tokyo philharmonic orchestra)
- Direction d'orchestre : Taizou Takemoto
- Interprètes : Emiko Shiratori, Rikki

### Membres additionnels
- Aki Kuroda : Piano
- Kiyotsugu Amano : Guitare
- Mayuko Aoki : Voix de Yuna
- Masakazu Morita : Voix de Tidus

### Équipes technique et production
- Arrangements : Shirō Hamaguchi, Masashi Hamauzu
- Producteur : Hisao Tomono (TV Man Union)
- Mixage : Tak Sakurai
- Ingénieur du son : Shinya Tanaka
- Ingénieur assistant : Miyuki Nara (Sound Inn)
- Mastering : Toshiya Horiuchi (Sony Music Studio)

Références
- SSCX-10065/66 (édition originale, par DigiCube)
- SQEX-10030/31 (réédition, par Square Enix)[1]